# Salaire minimum interprofessionnel garanti
Le salaire minimum interprofessionnel garanti (SMIG) est un montant plancher en termes de rémunération salariale horaire. Il est fixé par un gouvernement après accord ou au moins consultation avec les représentants de toutes les professions.
Le SMIG a existé en France de 1950 à 1970 et est en vigueur au Maroc.
En France, il est remplacé par le salaire minimum interprofessionnel de croissance (SMIC) en 1970.

## En France (1950-1970)
L'idée du SMIG apparaît avec la fin du libéralisme des années 1930. La Grande Dépression étant liée à une insuffisance de la demande, les économistes considèrent qu'il faut augmenter les salaires pour stimuler cette demande.
Le salaire minimum interprofessionnel garanti (SMIG) est en France le premier salaire minimum de son histoire : cependant, on trouve dès les années 1900 des tentatives d'accord de cette nature. Une loi passée en 1919 attendra 1936 pour que le principe d'une convention collective entre en application sur le terrain.[réf. souhaitée]
La Charte du travail du 4 octobre 1941 semble avoir ouvert la voie, puisqu'il y est évoqué un « salaire minimum vital… perçu par tous les salariés exerçant leur activité normale » (article 54.1) et « fixé par le Gouvernement » (article 55) : le minimum vital est le même, pour tout le monde, quelle que soit la profession. Cependant, il convient de rappeler que les lois de Vichy avaient supprimé le droit de grève et aussi le principe des syndicats dans le cadre des conventions collectives, qui avaient été renforcées au moment du Front populaire. D'autre part, entre 1945 et 1949, le gel des salaires était la norme, ainsi que les tickets de rationnement.
Paul Bacon (MRP) est considéré comme étant le père du SMIG : ministre du travail et de la sécurité sociale, il est à l'origine de la loi no 50-205 du 11 février 1950, sous le gouvernement Georges Bidault. Après douze ans de gel des salaires, le SMIG permet à nouveau la libre négociation des conventions collectives. Tout en procédant simultanément à la libération des salaires, la loi propose que « la Commission supérieure des conventions collectives [soit] chargée de la composition d’un budget-type servant à la détermination du salaire minimum national interprofessionnel garanti ». La valeur du SMIG était fixée d'après les travaux de la Commission supérieure des conventions collectives, créée par le décret no 50-263 du 3 mars 1950, qui avait la charge d'évaluer la composition du budget moyen des ménages pour servir à la détermination de la valeur du SMIG.
En août 1950, le premier rapport de la commission est présenté en Conseil des ministres, qui prend alors le décret no 50-1029 du 23 août établissant le 1er SMIG à 64 francs de l'heure (78 francs en Île-de-France). Cela représente, sur la zone Paris, un salaire hebdomadaire de 3 510 francs (la paye se fait encore à la semaine) et comme base mensuelle sur douze mois une moyenne de 15 210 francs.
Ce salaire de base est alors établi pour relancer la consommation et à lutter contre la pauvreté. Défendant ce salaire minimum, René Pleven le présente comme un moyen de lutter contre l'extension des idées communistes.
Le SMIG entre en application le 1er septembre 1950. Le décret du 23 août ne s'appliquait pas dans un certain nombre de départements français : les départements d'Algérie, de la Guadeloupe, de la Guyane, de la Martinique et de La Réunion.
En Algérie, un décret no 50-1400 du 9 novembre 1950 fixe d'abord le SMIG à 60 F pour la zone I et à 57 F pour la zone II, avec la possibilité de créer une zone III. La législation est modifiée peu après par la loi no 51-215 du 27 février 1951 : elle institue une commission supérieure algérienne des conventions collectives et confie au gouverneur général le soin de fixer le montant du SMIG après consultation de cette commission.
Dans les DOM, le calcul du SMIG est fixé un peu plus tard, par deux décrets du 1er mars 1951 : à 2 600 F par semaine en Amérique, et à 1 120 francs CFA à La Réunion.
Le SMIG ne s'applique alors pas aux professions agricoles pour lesquelles un Salaire minimum agricole garanti (SMAG) est créé par le décret no 50-1264 du 9 octobre 1950 : inférieur au SMIG et tenant compte des facteurs d'existence propres à la vie rurale de l'époque (coût inférieur du logement, accès direct aux denrées alimentaires, etc.), il fut aligné sur le SMIG en juin 1968, les conditions de vie rurales s'étant rapprochées des conditions urbaines.
Puisque le coût de la vie n'était pas territorialement uniforme, on avait divisé le pays en une vingtaine de « zones de salaire », avec chacune un taux différent du salaire minimum ; mais tous les salaires minimaux procédaient dégressivement de celui de la zone 0 (Paris) selon un pourcentage fixé : zone - 2,5 %, zone - 4 %, etc., ce qui permettait de maintenir l’unité tout en respectant la diversité. Ce système des zones ne devait disparaître qu'en mai 1968 : après cette date, il n'y a alors plus que deux zones.
À partir de 1952, le SMIG est indexé sur l’inflation.
Après mai 1968, à la suite des accords de Grenelle, il passe de 2,20 à 3 francs de l'heure (la baguette de pain coûte alors 0,45 franc).
Le SMIG est remplacé après le vote de la loi du 2 janvier 1970 par le SMIC et par le minimum garanti, qui sert de base de calcul pour l'allocation de certaines prestations sociales. La raison de cette modification était la suivante : le SMIG, indexé uniquement sur les prix, progressait moins vite que la moyenne des salaires du fait de l'augmentation de la productivité, qui fait que de moins en moins d'heures de travail sont requises pour produire des biens, ce que Georges Pompidou considérait comme anormal.
Depuis lors, il arrive parfois qu'on utilise à tort l'acronyme SMIG pour désigner le SMIC. C'est par exemple ce qui arriva, lors de la campagne pour la présidentielle, à François Mitterrand lors de son face à face le 10 mai 1974 avec Valéry Giscard d'Estaing, qui ironisa sur cette erreur et qualifia son interlocuteur d'« homme du passé ».
Pour comparaison, le SMIC actuel (au 14 mars 2025) est de 1 353,07 € net / mois (SMIC).

### Rapporteurs du projet de loi
- Marcelle Devaud, rapporteur pour avis de la commission de la justice.
- Abel Durand, rapporteur pour avis de la commission de la marine et des pêches.
- Pierre de Villoutreys, rapporteur pour avis de la commission de la production industrielle.
- Pierre de Félice, rapporteur pour avis de la commission de l’agriculture.
- Georges Laffargue, président et rapporteur pour avis de la commission des affaires économiques.
- Marc Bardon-Damarzid, rapporteur pour avis de la commission de la justice.

## Au Maroc

### Définition officielle
Le salaire minimum interprofessionnel garanti (SMIG) désigne à l'heure actuelle le salaire horaire minimum en vigueur au Maroc. Comme l'indique son nom, le SMIG s'applique à tous les corps professionnels à l'exception notable des agriculteurs, soumis à un régime spécifique, le SMAG pour salaire minimum agricole garanti.
Le SMIG est fixé par décret par le gouvernement. Une telle opération s'effectue généralement à la suite d'intenses tractations tripartites entre l'État, les organisations syndicales et le patronat.

### Historique
En 2008, le SMIG était fixé à 9,66 DH/h, soit environ 1 800 DH/mois (brut).
En 2009, après de nombreuses négociations entre le gouvernement marocain et différents syndicats, le SMIG s'est élevé à 10,64 DH/h, soit 2 110 DH/mois.
Le 26 mai 2011, le gouvernement marocain décide d'augmenter le SMIG de 15 %. Cette augmentation est répartie en deux tranches pour les secteurs de l'industrie, du commerce, des services et de l'agriculture. Elle entre en vigueur à partir du 1er juillet 2011 à raison de 10 % et à partir du 1er juillet 2012 (5 %).
Ainsi, le SMIG dans les secteurs de l'industrie, du commerce et des services s'établit à 11,70 dirhams l'heure à partir du 1er juillet 2011, puis à 12,24 DH/heure à partir du 1er juillet 2012. S'agissant du secteur agricole et forestier, le salaire journalier minimum se situe à 60,63 DH à compter du 1er juillet 2011 et est de 63,39 DH à partir du 1er juillet 2012.
Donc, entre 2008 et 2012, le SMIG passe de 9,66 DH/h à 12,24 DH/h, soit une augmentation de 26,7 %.
En 2014, le gouvernement marocain annonce l'augmentation du SMIG de 5 % en juillet 2014, et de 5 % en juillet 2015, pour passer de 12,85 DH/h à 13,46 DH/h à l'été 2015.
La durée légale de travail au Maroc est de 44 h par semaine, d'où, depuis l'été 2015, le SMIG marocain pour un emploi à temps plein est de 30 796,48 DH/an, en moyenne 2 566,37 DH/mois (228,51 €/mois selon le taux de change au 29/04/2014).